# Zakon Rycerzy Świętego Jana Pawła II Wielkiego

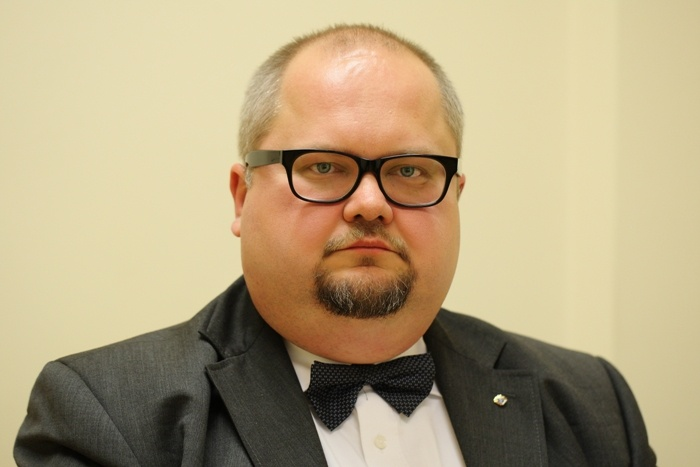
Generał zakonu, Krzysztof Wąsowski

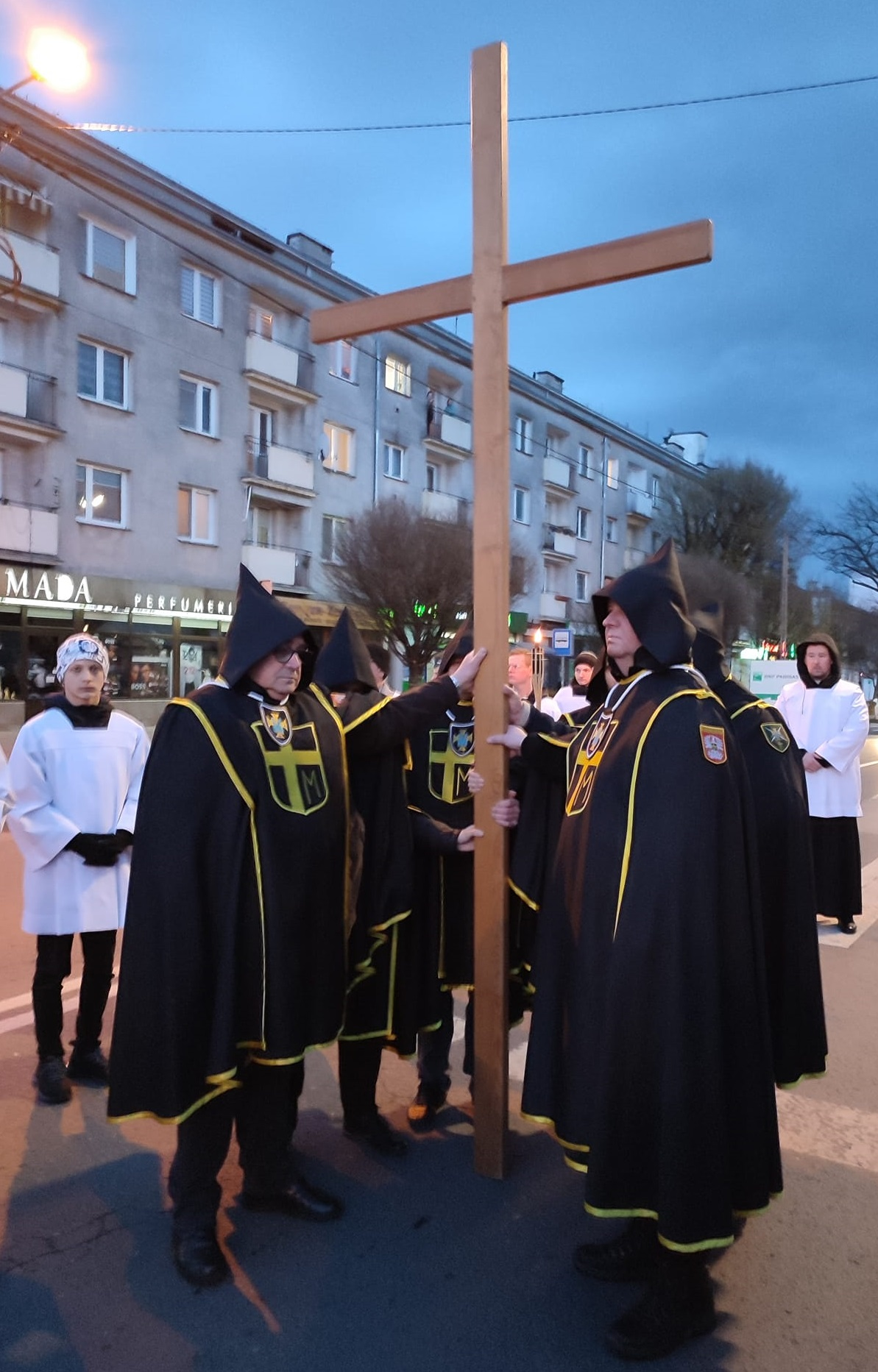
Rycerze Jana Pawła II w czasie nabożeństwa Drogi Krzyżowej w Grójcu 8 kwietnia 2022 r.

Zakon Rycerzy Świętego Jana Pawła II Wielkiego (łac. Ordo Militiae Sancti Ioannis Pauli II Magni) – katolickie stowarzyszenie publiczne wiernych, zrzeszające mężczyzn, będące podziękowaniem za pontyfikat św. Jana Pawła II. Pierwsza chorągiew powstała 1 kwietnia 2011. Reguła została zatwierdzona 2 kwietnia 2012 roku przez arcybiskupa Henryka Hosera. Zgromadzenie ma za zadanie formację katolickich mężczyzn na wzór życia Jana Pawła II.

## Historia
Zakon został powołany do życia pod koniec lutego 2011 przez sympatyzujących z Prawem i Sprawiedliwością członków rady warszawsko-praskiej Zakonu Rycerzy Kolumba z Krzysztofem Wąsowskim, Janem Dziedziczakiem i Arkadiuszem Urbanem na czele. Środowisko to zdobyło władzę w organizacji, ale utraciło ją po relegowaniu przez Urbana, sekretarza rady krajowej Rycerzy Kolumba w Polsce, Michała Szczerby i Ireneusza Rasia, polityków Platformy Obywatelskiej. Decyzja Urbana została uznana za nieważną przez delegata terytorialnego organizacji Krzysztofa Orzechowskiego, który rozwiązał radę warszawsko-praską i zawiesił Urbana w prawach członkowskich. W odpowiedzi Wąsowski zainicjował przy poparciu Tomasza Terlikowskiego masowe odejście zwolenników PiS z Zakonu Rycerzy Kolumba i utworzenie nowej organizacji, odcinając się od wszelkich związków z amerykańską centralą.

## Rycerze
Członkiem wspólnoty może być każdy pełnoletni mężczyzna katolik, zobowiązujący się przestrzegać reguły. Wystąpienie z prośbą o przyjęcie w poczet członków jest skuteczne jedynie wówczas, gdy aplikujący zostanie polecony – jedyną drogą dostania się do zgromadzenia jest zaproszenie przez innego rycerza. Następnie rozpoczyna się co najmniej sześciomiesięczny okres próbny, po którym następuje głosowanie nad przyjęciem kandydata. Po przyjęciu następuje ślubowanie. Są cztery stopnie rycerskie: Wiara (Fides), Miłosierdzie (Misericordia), Solidarność (Solidarietatis), Patriotyzm (Patriae Caritas). Wszyscy rycerze są zobowiązani do aktów miłosierdzia.

### Szata Zakonna
Strojem ceremonialnym jest czarna mantulla z żółtym obszyciem i herbem zakonu znajdującym się na piersi i plecach.

## Jednostki organizacyjne

### Chorągiew
Najmniejszą jednostką organizacyjną zgromadzenia jest Chorągiew, która działa na terenie parafii. Do utworzenia Chorągwi potrzebnych jest sześciu braci oraz zgoda proboszcza danej parafii, który po jej utworzeniu staje się kapelanem wspólnoty. Dowódcą Chorągwi jest Wielki Rycerz, który jest jednym z trzech oficerów (oprócz niego Kanclerz i Skarbnik) wybieranych na roczną kadencję.

### Komandoria
Komandoria odpowiada terytorialnie diecezji. Komandorię tworzą rycerze wszystkich Chorągwi danej diecezji. Wielcy Rycerze z terenu Komandorii tworzą kapitułę, która wybiera Komandora. Komandor odpowiada za pracę Chorągwi na swoim terenie oraz za współpracę z władzami kościelnymi. Kadencja Komandora trwa 3 lata.

### Prowincja
Na czele prowincji stoi Prowincjał, którego kadencja wynosi cztery lata.

### Generalat
To „rada ministrów” Zakonu. Składa się z oficerów generalnych, którzy odpowiadają m.in. za administrację, finanse, formację, aspekty prawne, kontakty zagraniczne, mienie, pomoc bratnią, pro-life, działalność charytatywną, ceremoniał. Kadencja Generała nie jest ograniczona, aczkolwiek w każdej chwili może zostać przerwana.

## Interwencje publiczne
29 marca 2012 roku w oświadczeniu zakon sprzeciwił się dyskryminacji katolików oraz stanął w obronie polskiego duchowieństwa. W lipcu 2013 roku w sporze arcybiskupa Hosera z księdzem Wojciechem Lemańskim stanął po stronie biskupa, oskarżając media o ataki na osobę Henryka Hosera. W 2014 roku członkowie stowarzyszenia współorganizowali Marsz Świętości Życia.